# COVID-19 в Сальвадоре
Было подтверждено, что пандемия коронавируса 2019–2020 гг. достигла Сальвадора 18 марта 2020 г. По состоянию на 28 апреля 2020 года в Сальвадоре зарегистрировано 424 случаев заболевания, 10 случаев смерти и 124 выздоровления. По состоянию на эту дату Сальвадор арестовал больше людей за нарушение карантина, чем он диагностировал случаи COVID-19, в общей сложности 2348 человека были арестованы за нарушение карантинных предписаний, и 25 492 человека были проверены на вирус. 31 марта 2020 года была подтверждена первая смерть от COVID-19 в Сальвадоре.

## Предыстория
12 января 2020 года Всемирная организация здравоохранения (ВОЗ) подтвердила, что новый коронавирус был причиной респираторного заболевания в группе людей в городе Ухань, провинция Хубэй, Китай, о чём было сообщено ВОЗ 31 декабря 2019 года.
Коэффициент летальности в случае COVID-19 был значительно ниже, чем при атипичной пневмонии в 2003 году, но передача была значительно выше, при этом и общее число погибших было довольно значительным.

## Хронология

### Март 2020 года
6 марта правительство Сальвадора объявило жёлтое предупреждение в стране через несколько часов после того, как Коста-Рика сообщила о первом подтверждённом случае заболевания в этой стране.
11 марта, после того как Всемирная организация здравоохранения классифицировала COVID-19 как пандемию, президент Найиб Букеле объявил о приостановлении всех просветительских мероприятий в государственных и частных школах по всей стране на 21 день, после чего обратился к Законодательному собранию государства, объявив чрезвычайное положение и исключительное положение, несмотря на отсутствие подтверждённых случаев COVID-19. Глава прокуратуры по защите прав человека Сальвадора Аполонио Тобар посчитал действия правительства "импровизированными". 13 марта Букеле объявил красную тревогу по стране.
В ночь на 14 марта оба декрета были утверждены, объявляя чрезвычайное положение на 30 дней и исключительное положение на 15 дней, что сопровождается запретом на передвижение людей.
16 марта возник дипломатический спор между Сальвадором и Мексикой, когда президент Букеле обвинил мексиканское правительство в «безответственности», позволившей дюжине людей с COVID-19 сесть на самолёт, направляющийся в международный аэропорт Сальвадора. Министр иностранных дел Мексики Марсело Эбрард заявил, что «все рейсы в Сальвадор, включая рейс, упомянутый президентом [Букеле], были отменены»; кроме того, заместитель министра здравоохранения Мексики Уго Лопес-Гател Рамирес отрицал обвинения и заявил, что тесты показали, что данные лица не являлись вирусоносителями.
Президент Найиб Букеле запретил публичные собрания более 500 человек, запретил большинство международных путешествий и закрыл учебные заведения 17 марта. Проводится расследование по поводу инфекциониста, который избежал карантина после поездки в Германию. 18 марта президент Букеле объявил о первом подтверждённом случае COVID-19 в Сальвадоре, который был обнаружен в Национальной больнице "Артуро Моралес" в Метапане. Больным оказался мужчина, по данным Генерального управления по миграции и иностранцам (Dirección General de Migración y Extranjería) он находился в Италии, где предположительно он был инфицирован. Ещё 2 случая были подтверждены 20 марта.
21 марта 2020 года Сальвадор объявил 30-дневный комендантский час в ответ на кризис с коронавирусом.
Правительство создало веб-сайт 27 марта, чтобы люди могли проконсультироваться о государственной помощи, но в выходные дни 28–29 марта он "рухнул".
29 марта Законодательное собрание утвердило новый указ с целью продления исключительного режима ещё на 15 дней.
В понедельник, 30 марта, сотни граждан бросили вызов ограничениям и вышли на улицы, чтобы потребовать обещанную помощь.
31 марта была подтверждена первая смерть от COVID-19 в Сальвадоре — женщина старше 60 лет, приехавшая из Соединённых Штатов Америки 12 марта и находившаяся в критическом состоянии.

### Апрель 2020 года
По состоянию на 1 апреля 2020 года правительство создало 96 центров (объектов) карантина, в которых содержалось 4 276 человек, сообщается на официальном сайте. Кроме того, была подтверждена вторая смерть, 89-летний мужчина из Сан-Франсиско-Готера, по которому был отрицательный результат в первом тесте, но оказался положительным во втором, проведённом 31 марта.
По состоянию на 2 апреля 2020 года было подтверждено ещё 5 случаев, что составляет 46 случаев в стране.
3 апреля правительство подтвердило третью смерть от вируса — им оказался 60-летний мужчина, вернувшийся из Соединённых Штатов Америки 14 марта, с симптомами COVID-19 и подтверждённым положительным результатом 30 марта.
4 апреля правительство сообщило о первых двух выздоровевших пациентах. Ими стали 37-летний мужчина, приехавший из Италии, и 46-летний мужчина, прибывший из Испании.
6 апреля президент Букеле объявил, что обязательный домашний карантин будет продлён ещё на 15 дней, начиная с 20 апреля, поскольку последний срок карантина истекал 19 апреля. Президент Букеле сказал, что он приказал полиции быть "более строгими", чтобы гарантировать меры, принятые правительством.
Правительство также объявило, что до этого дня было зарегистрировано 78 подтверждённых случаев COVID-19, а также ещё одна смерть и три выздоровления. Кроме того, правительство сообщило о четвёртой смерти — это 41-летний мужчина, который прибыл из Гватемалы 15 марта.
7 апреля была подтверждена пятая смерть — 69-летнего мужчины-хирурга, прибывшего в страну из Канады.
9 апреля правительство сообщило о шестой смерти от коронавируса.
11 апреля правительство открыло две больницы: одну в Хикилиско и другую в Теколуке с целью обслуживания до 500 человек, инфицированных COVID-19.
15 апреля Международный валютный фонд объявил об одобрении Сальвадору 389 миллионов долларов с целью укрепления наиболее пострадавших мест страны.
16 апреля Верховный суд Сальвадора постановил, что правительство не может конфисковывать транспортные средства, имущество или арестовывать людей за то, что они якобы не соблюдают карантинный порядок без принятия соответствующих мер законодательным актом Конгресса. Президент Букеле заявил о своих намерениях бросить вызов данному решению. Более 2000 человек уже были арестованы за нарушение карантинных ограничений. Кроме того, правительство сообщило о седьмой смерти, это была смерть четырёхлетнего ребенка в больнице Блум.
22 апреля правительство подтвердило восьмую смерть — гибель 62-летнего мужчины, прибывшего из Соединённых Штатов Америки.
После вспышки насилия банд в конце апреля, в результате которого погибло 77 человек, президент Букеле 26 апреля закрыл тюрьмы, в которых находились члены банды. В результате правительственных репрессий члены банд были заперты в переполненных камерах 23 часа в сутки; решётки забаррикадировались фанерой и листами металла; сигналы мобильной связи и Wi-Fi были заблокированы, и члены конкурирующих банд были смешаны вместе. Human Rights Watch критиковала такое обращение с заключёнными как унижающее и ставящее под угрозу их здоровье в разгар пандемии коронавируса в стране.
27 апреля была подтверждена девятая смерть — жертвой болезни стал 48-летний мужчина с почечной недостаточностью.
30 апреля Министерство здравоохранения сообщило о десятой смерти от коронавируса, им оказался 56-летний мужчина, заразившийся внутри страны.

## Статистика
Графики показывают развитие пандемии, начиная с 18 марта 2020 года, дня, когда первый случай заболевания был выявлен в Метапане.
Источники:
- Официальная статистика.